# Haga (przystanek kolejowy)
Haga – kolejowy przystanek osobowy w Haga, w regionie Akershus w Norwegii, jest oddalony od Oslo Sentralstasjon o 48,87 km. Jest położony na wysokości 126,4 m n.p.m.

## Ruch pasażerski
Leży na linii Kongsvingerbanen. Jest elementem  kolei aglomeracyjnej w Oslo - w systemie SKM ma numer  460.  Obsługuje Oslo Sentralstasjon, Årnes i Kongsvinger. Pociągi odjeżdżają co pół godziny w szczycie i co godzinę poza godzinami szczytu; część pociągów nie zatrzymuje się na wszystkich stacjach. 

## Obsługa pasażerów
Wiata, parking na 35 miejsc, parking rowerowy. Odprawa podróżnych odbywa się w pociągu.